# Andrea Valentini (cestista)
Andrea Valentini (Roma, 19 aprile 1998) è un cestista italiano.
Centro di 199 cm, è stato campione d'Italia di pallacanestro 3x3 nel 2023 e 2025.